# Anarete johnsoni
Anarete johnsoni är en tvåvingeart som först beskrevs av Ephraim Porter Felt 1908.  Anarete johnsoni ingår i släktet Anarete och familjen gallmyggor. Inga underarter finns listade i Catalogue of Life.